# Koroniec siodłaty
Koroniec siodłaty (Goura cristata) – gatunek dużego ptaka z rodziny gołębiowatych (Columbidae).
Zasięg występowania, środowiskoŻyje w zachodniej Nowej Gwinei i przyległych wyspach takich jak Misool, Waigeo, Salawati czy Batanta; na Seram w południowych Molukach prawie na pewno został introdukowany. Występuje w zwykle niedostępnych lasach bagiennych, częściowo zalewanych, ale też w lasach porastających wzgórza, gęstych lasach wtórnych czy mangrowych. Spotykany do wysokości co najmniej 350 m n.p.m.
SystematykaObecnie (2020) Międzynarodowy Komitet Ornitologiczny (IOC) uznaje G. cristata za gatunek monotypowy. Wcześniej proponowano wyróżnienie podgatunków minor i pygmaea.
MorfologiaOsiąga długość do 78 cm i masę ciała około 2 kg. Ma czerwone oko z ciemnobrązową otoczką. Dziób cienki, bez woskówki, czoło płaskie. Na głowie ma szaro-niebieską koronę z piór. Wole jest brązowe, a plecy szare. Samice są podobne do samców. Spotykane są też osobniki melanistyczne o częściowo lub całkowicie czarnym upierzeniu.
ZachowanieŻyją w niewielkich grupkach od 2 do 10 osobników. Pokarm (owoce, nasiona, owady) zbierają na ziemi, a nocują na niskich gałęziach drzew. Łączą się w pary na całe życie, lecz mimo to odbywają zaloty.
LęgiW lęgu jedno jajo wysiadywane przez około miesiąc na przemian przez oboje rodziców. Pisklęciem opiekują się oboje rodzice, karmiąc je ptasim mlekiem; młode opierza się po około miesiącu od wyklucia, lecz przez kolejnych kilka miesięcy jest dokarmiane przez rodziców.
StatusMiędzynarodowa Unia Ochrony Przyrody (IUCN) uznaje korońca siodłatego za gatunek narażony (VU – Vulnerable) nieprzerwanie od 1994 roku. Liczebność populacji zgrubnie szacuje się na 2,5–10 tysięcy dorosłych osobników. Trend liczebności populacji uznaje się za spadkowy. Do głównych zagrożeń dla gatunku należą polowania (dla mięsa i piór oraz na handel) oraz utrata siedlisk.

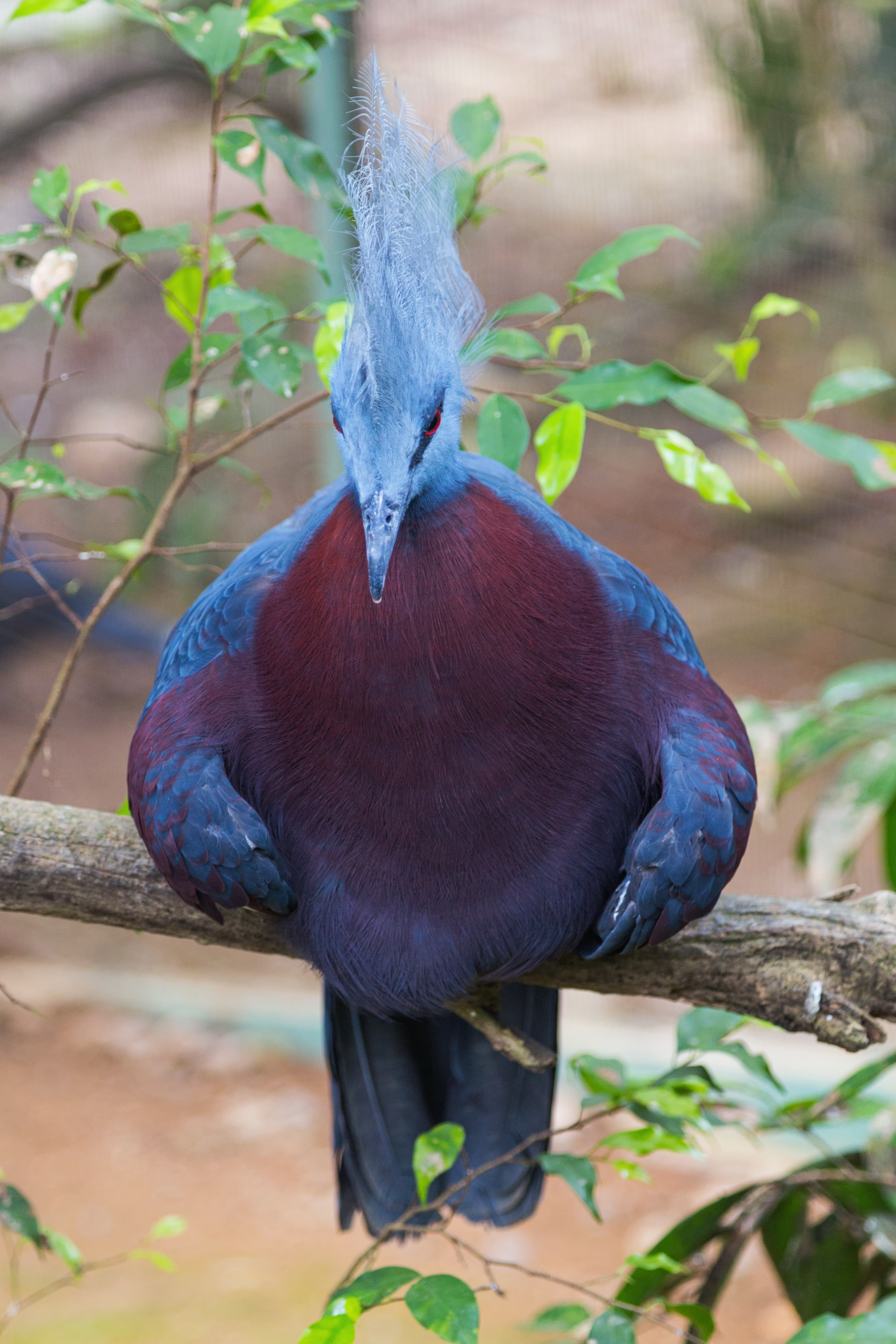
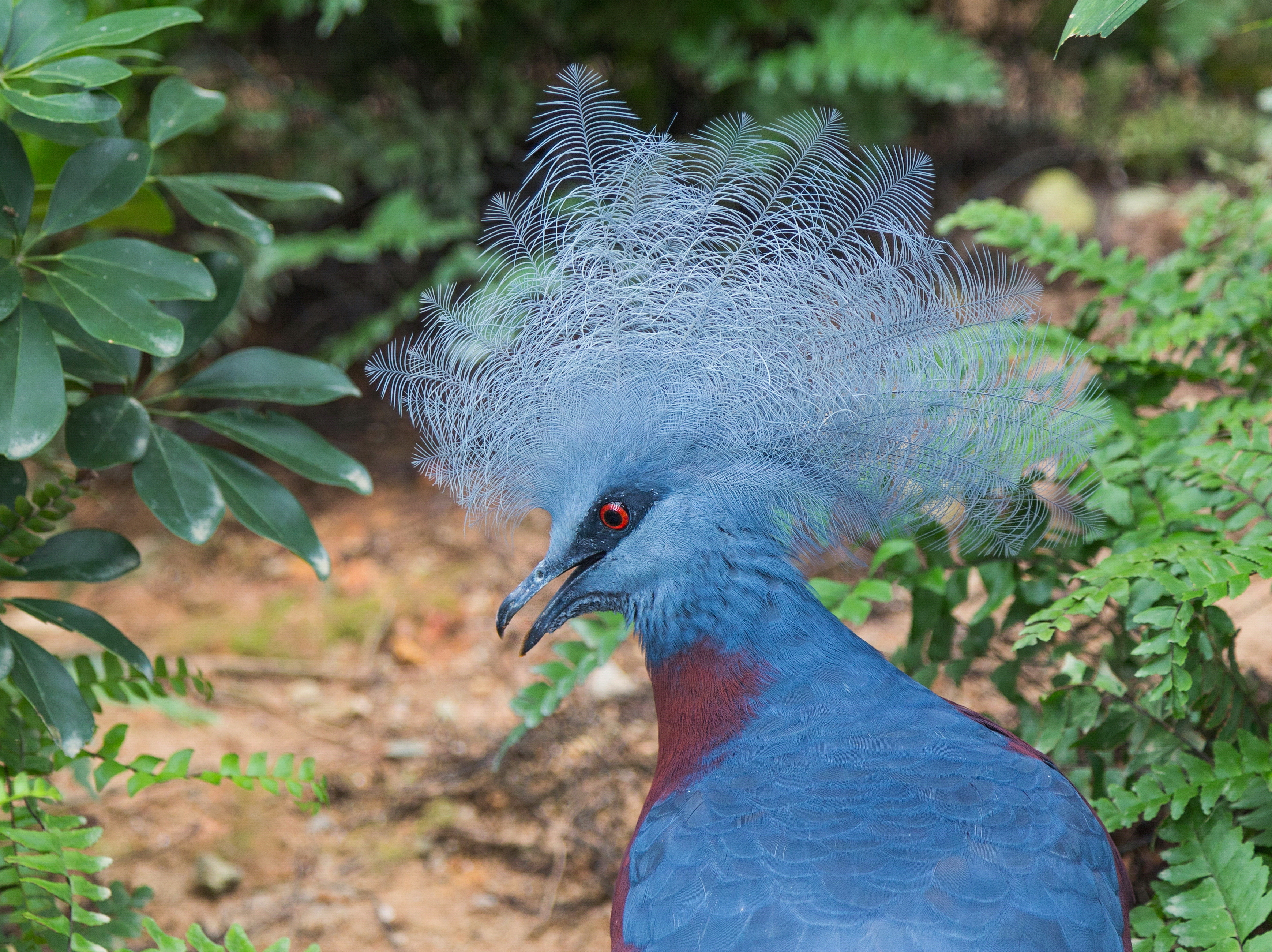